# Cetatea Deva
Monument istoric și de arhitectură laică, Cetatea medievală a Devei (maghiară: Déva vára, germană: Diemricher Burg) a fost construită la mijlocul secolului al XIII-lea pe Dealul Cetății, un con vulcanic cu altitudinea de 378 m.
Prin poziția sa strategică deosebită, cetatea a păzit din înălțimea ce domina orașul Deva, secole de-a rândul, ieșirea și intrarea în Transilvania pe valea Mureșului. S-au descoperit aici urme de locuire din neolitic și din epoca bronzului iar prezența unor blocuri de piatră cioplită, cu caracteristicile tăieturi în formă de coadă de rândunică, îi face pe arheologi să intuiască rămășițele unei fortificații dacice.

## Istoric
După invazia tătarilor, a fost construită o cetate nouă de către regele Béla al IV-lea al Ungariei, primul document despre cetate datând din 1269. Cetatea Devei apare menționată într-un act de danie al tânărului rege Ștefan, fiul lui Béla al IV-lea, care face o donație comitelui Chyl din Câlnic pentru vitejia arătată în lupta purtată sub zidurile Cetății Deva. La patru ani de la atestarea ei documentară, sub cetatea Devei aveau loc lupte înverșunate împotriva tătarilor. La sfârșitul secolului al XIII-lea cetatea devine reședința voievozilor Roland Borșa și Ladislau Kán, de unde aceștia își exercitau autoritatea asupra voievodatului Transilvaniei. Alegerea cetății drept reședință voievodală dovedește că aceasta era puternică și dispunea de construcții suficiente pentru a satisface pretențiile curții. După 1315 cetatea reintră în stăpânirea regelui Carol Robert de Anjou. Castelanii cetății Deva sunt în secolul al XIV-lea și comiți ai comitatului Hunedoara.

Cetatea Deva în perioada medievală. Imagine din Nordisk familjebok

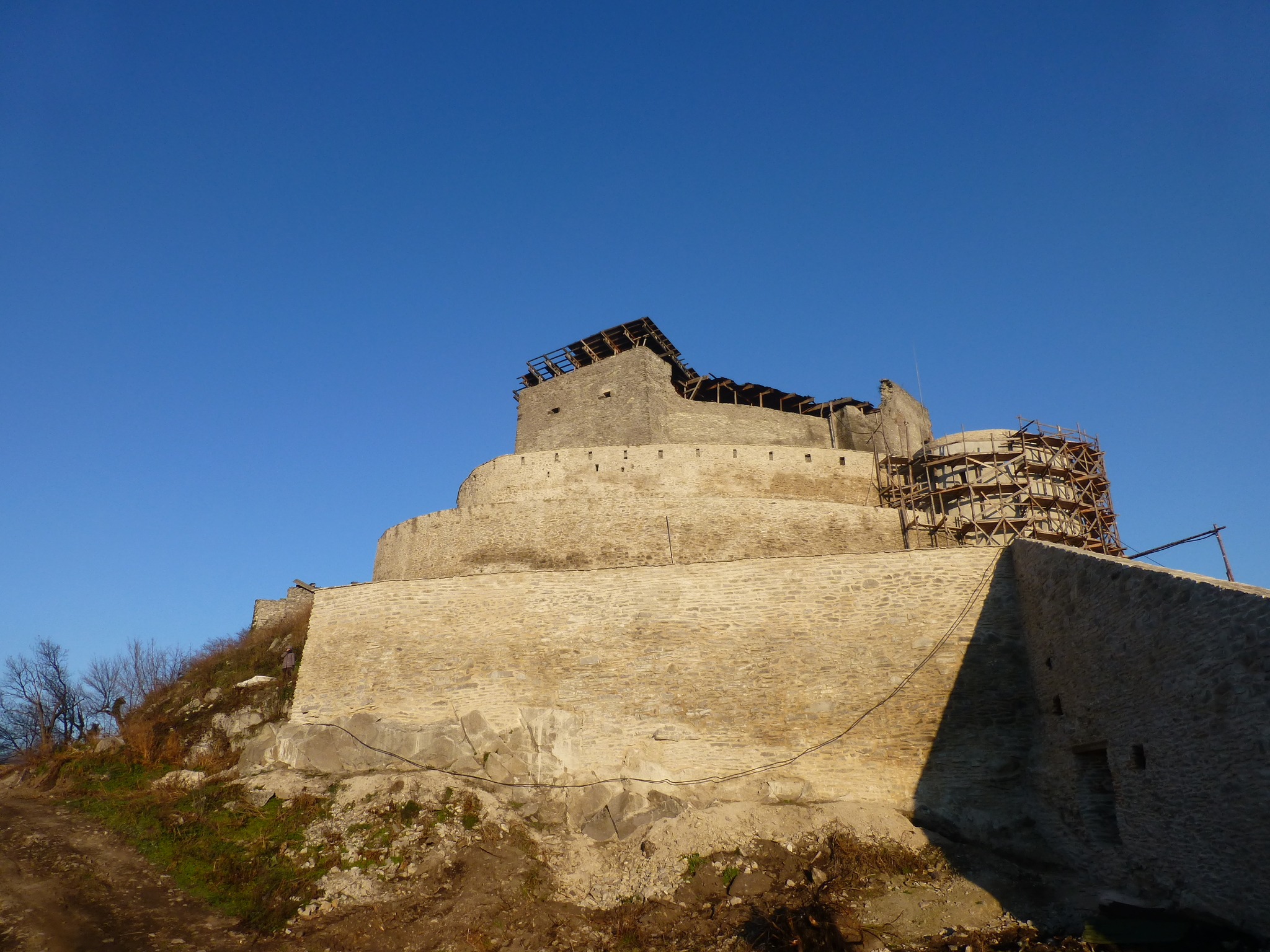
Cetatea Deva în ample procese de renovare, decembrie 2013

În secolul al XIV-lea, Deva și satele înconjurătoare sunt amintite ca "district militar valah", iar cetatea avea în jurisdicție patru scaune (Deva, Ilia, Șoimuș, moșiile crișene și împrejurimile Bradului), care făceau parte din domeniul regal și erau conduse de cnezi. Localnicii aveau îndatoriri militare și obligații privind întreținerea, reparațiile și construcțiile din cetate. În 1302, cetatea aparține voievozilor transilvăneni. În 1580 este întărită, aici câștigând lupta Török János împotriva pașei Kasim.
Cetatea a început să capete valoare militară de abia în secolul al XVII-lea. După ce turcii cuceresc Oradea, cetatea de la Deva rămâne singura neocupată. Cetatea regală a Devei care cuprindea un domeniu întins a intrat în 1444 în posesia lui Ioan de Hunedoara, voievodul Transilvaniei. Alături de ea au fost preluate și 56 de sate, precum și minele de aur din Munții Apuseni, care aparțineau domeniului cetății. Tot în timpul său este menționat pentru prima dată într-un document scris și târgul Devei, așezare aflată la baza dealului. Familia Corvinilor își încheie stăpânirea asupra cetății și domeniului Devei în 1504. În a doua jumătatea a secolului al XVII-lea, principele Gabriel Bethlen construiște în cetate un bastion care servea drept închisoare și loc de tortură. La baza sa, ridică în stil renascentist un adevărat palat de locuit: Palatul Magna Curia.
În 1579, în cetatea Devei a fost întemnițat episcopul Francisc David (1520–1579), predicatorul protestant și episcopul întemeietor al Bisericii Unitariene din Transilvania. David Francis a murit acolo în 15 noiembrie 1579, în închisoarea în care fusese întemnițat pentru erezie. Tot în această închisoare, generalul Basta a dorit să îi execute pe conducătorii transilvăneni. 
În 1657 a fost ocupată de otomani. În timpul răscoalei lui Rákóczi, în 1704, cetatea cade în mâinile curuților. Din 1713 încep lucrări de transformare a cetății într-o fortificație bastionară. Între 1717–1719, cetatea este din nou întărită. În 1752, chiar dacă importanța ei militară a scăzut, cetatea este reînnoită. În 1784, cetatea a fost atacată în timpul răscoalei țărănimii iobage din Transilvania, printre care s-au aflat și moții Horia, Cloșca și Crișan. Din acel moment, cetatea Deva nu a mai avut funcționalitate militară. Noul proprietar va fi Pogány Franciska, golind întreaga cetate care va cădea rapid în ruină. În 1817, împăratul Francisc I și soția sa aflați în vizită în Transilvania, impresionați de frumusețea locului, au poruncit refacerea Cetății Devei. Lucrările au durat 12 ani.
În timpul revoluției maghiare din 1848–1849, cetatea se afla în mâinile soldaților austrieci aflați sub conducerea comandantului Kudlich. Lupte au avut loc doar după eliberarea Transilvaniei de Nord de către generalul polonez Bem. În februarie 1849, aici au ajuns și revoluționarii conduși de Avram Iancu, ca prieteni ai austriecilor. Revoluționarii maghiari au reușit să ocupe cetatea, devenind astfel din cele trei cetăți ocupate de honvezi, după Buda și Arad.
În dimineața zilei de 13 august 1849, magazia cu praf de pușcă a fortăreței explodează. Cetatea este distrusă în mare parte, în explozie pierind și soldații din garnizoana cetății. A fost dărâmată toată latura de est a cetății. În 18 august 1849, aici a capitulat generalul Bem în fața trupelor habsburgice.

## Descriere
Există trei incinte cu forme diferite, ocupând vârful și o parte din latura de nord a înălțimii:
- prima incintă – formă ovoidală;
- incinta a doua – traseu ovoidal neregulat;
- incinta a treia – traseu aproximativ semicircular.